# Mentzelia linearifolia
Mentzelia linearifolia är en brännreveväxtart som beskrevs av Stanley Larson Welsh och N.D.Atwood. Mentzelia linearifolia ingår i släktet Mentzelia och familjen brännreveväxter. Inga underarter finns listade i Catalogue of Life.